# Chowlagere, Alur
Chowlagere là một làng thuộc tehsil Alur, huyện Hassan, bang Karnataka, Ấn Độ.